# سیاه‌کلامحله
سیاهکلا محله شرقی، روستایی است از توابع بخش مرکزی شهرستان بابل در استان مازندران ایران.
این روستا در جاده گنج افروز (کشاورز) تقریباً از کیلومتر 1/5 ابتدایی جاده شروع و در طول 3/5 کیلومتری جاده امتداد می یابد که از سمت شرق به رودخانه بابلرود و روستای سیاهکلا محله غربی (که قبل از وجود رودخانه یکی بودند) از سمت شمال به شهر بابل و ازسمت غرب به روستاهای علمدار و هریکنده و از سمت جنوب هم به روستاهای روشن آباد و میرودپشت می‌رسد.
طبق سرشماری نفوس و مسکن در سال ۱۳90 تعداد 1218 خانوار دارد. جمعیت کل آن 4054 نفر است که 2096 نفر مرد و 1958 نفر زن می‌باشند.که بعد از روستای پایین گنج افروز(4912 نفر)پرجمعیت‌ترین روستای شهرستان بابل می‌باشد .
عمده افراد کشاورز بوده و تعدادی نیز علاوه بر این به علت مستعد بودن زمینهای اطراف رودخانه بابلرود از نظر شن و ماسه با ماشینهای سنگین اقدام به استخراج شن و ماسه و سنگ از آن میکنند.
این روستا به محله‌های کوچکی بنامهای: حیدرکلا، باغ معادی، پایین محله، قرآن‌کلا، بالا محله و شیرزادکلا تقسیم می‌شود. سه مسجد و یازده تکیه جهت عزاداری محرم دارد.